# 矢崎希菜
矢崎 希菜（やざき きな、2001年（平成13年）3月24日 - ）は、日本のモデル、女優、タレント。血液型はA型。東京都出身。サンズエンタテインメントを経て、現在はライジングプロダクション所属。

## 経歴
中学3年生のとき、地元の夏祭りでスカウトされ芸能界入り。
2019年1月、映画『神の発明。悪魔の発明。』で初主演を務める。
2019年公開の映画『色の街』のヒロインに抜擢。小手伸也、黒澤優介らと共演する。

## 人物
- 趣味：阿波踊り、モダンバレエ、バスケットボール（中学のバスケ部でキャプテン[3]）、写真（高校では写真部[4]）。
- 特技：阿波踊り、ものまね[1]。
- 尊敬する人：土屋太鳳、杉咲花[5]、川口春奈[6]。
- 好きな本：東野圭吾や湊かなえ等のミステリー[4]。
- 好きな食べ物：焼肉（特に上ミノとタン）、炙りレバ刺し[5]。
- 嫌いな食べ物：パクチー、セロリ[5]。
- 好きな教科：体育[7]。
- 苦手な教科：数学、英語、理科、社会[7]。
- 中学3年の時、近所の商店街の夏祭りでスカウトされる[3]。
- 声は低めのハスキーヴォイス[8]。自分にキャッチコピーをつけて曰く「声で見つかる16歳」[5]。
- 11年続けている特技の阿波踊りを2017年8月に出演した『ワイドナショー』（フジテレビ）で披露して注目される[9]。
- モダンバレエは10年くらいやっているが、自分では下手くそだと思っているので、特技と書いて「すごい踊れると思われるのが怖い」[10]。
- 少女漫画が大好きで、実写化した映画やドラマに出るのが念願[8]。
- 朝ドラヒロインが夢[11]。
- 2017年の丸美屋食品工業のCMで共演した同年齢の中尾萌那、毛利愛美とは収録の際に意気投合し、以降も親交が続いている[7][12]。

## 出演

### CM
- 日本コカ・コーラ「アクエリアス」
  - 「渇き・冬」篇[13]
- 丸美屋食品工業「混ぜ込みわかめ」シリーズ
  - 「青春チャチャチャ」篇（2017年7月22日 - ）[7][14]

### 広告
- 仙台進学プラザ「TOPPA館」（2015年）[15]
- ACジャパン「交通遺児育英会」
  - 「満点の答案用紙」（テレビCM / ラジオCM / 新聞広告）[16]
- 日本たばこ協会「未成年喫煙防止キャンペーン」
- あなぶきグループ（WEB限定ショートムービー「人生が動くとき」 / テレビCM） - カナ 役[17][18]
- 公立諏訪東京理科大学 ポスター
- NTTドコモ リクルートサイト・コンセプトムービー[19]

### イベント
- カンコー学生服×ももクロスタイリスト米満光弘コラボ制服スチールモデル[20]
- 写真家・青山裕企のガールズフォト・ナイト！in 東京（2016年9月21日、LOFT9 Shibuya）[21]

### テレビ番組
- ワイドナショー（フジテレビ） - 準レギュラー

### テレビドラマ
- わたし旦那をシェアしてた（2019年7月4日 - 9月24日、読売テレビ） - 松田友紀子 役
- 闇金ウシジマくん外伝 闇金サイハラさん（2022年9月21日 - 12月28日、毎日放送） -
- かりあげクン（2023年1月7日 - 3月25日、BS松竹東急） - 駅員 役[22]
- キス×kiss×キス〜LOVE ⅱ SHOWER〜「アイドルキス 練習編」「コンプライアンスキス」「クリーニングキス」（2023年放送予定、テレビ東京） - 七海 / 高坂菜緒 役[23]

### ラジオ
- オレたちゴチャ・まぜっ!〜集まれヤンヤン〜（2023年4月23日 - 2024年4月14日、MBSラジオ） - ヤンヤンガールズ15期生

### 配信ドラマ
- やれたかも委員会 第7回（2018年3月10日、AbemaTV） - 北条ゆい 役[24][25]
- 今際の国のアリス（2020年12月10日配信開始、Netflix） - モモカ 役
  - 今際の国のアリス シーズン2（2022年12月22日配信、Netflix）[26]

### 映画
- 君の笑顔に会いたくて（2017年11月25日公開、ジャパン・スローシネマ・ネットワーク）
- 神の発明。悪魔の発明。（2019年1月11日公開） - 主演・田村沙織 役[27]
- 色の街（2019年6月23日公開） - ヒロイン・カナ[2] 役

### ミュージックビデオ
- 赤い公園「闇夜に提灯」[28]
- SHISHAMO SHORT FILMS 明日メトロですれちがうのは、魔法のような恋『音楽室は秘密基地』篇[29]

### 啓発プロモーションビデオ
- あなたがいやなら断ることができます（2017年8月8日、ヒューマンライツ・ナウ）[30]

### 舞台
- 劇団カラスカ4121公演『シッソウノオト』（2016年8月） - 倉田繭子 役[31][32]

### 雑誌
- フォトテクニックデジタル（玄光社）
  - 2017年1月号（ポートレートレンズ特集）[33]
- デジタルカメラマガジン（インプレス）
  - 2017年6月号（「Weekend Girl」）[34]

### デジタル写真集
- PROTO STAR 矢崎希菜 vol.1（2017年11月10日、JUPIMAR）ASIN B0771GS8Q5
- PROTO STAR 矢崎希菜 vol.2（2018年2月9日、JUPIMAR）ASIN B079GVWYSS

### WEBサイト
- LoGiRL（テレビ朝日）
  - 「髪は短し恋せよ乙女」